# Heraldia nocturna
Heraldia nocturna es una especie de pez de la familia Syngnathidae en el orden de los Syngnathiformes.

## Morfología
Los machos pueden alcanzar 9,2 cm de longitud total.

## Reproducción
Es ovovivíparo y el macho transporta los huevos en una bolsa ventral, la cual se encuentra debajo de la cola.

## Hábitat
Es un pez  de mar y de clima templado y asociado a los arrecifes de coral que vive entre 2-15 m de profundidad.

## Distribución geográfica
Se encuentra al sur de Australia: desde Geographe Bay (Australia Occidental) hasta Terrigal (Nueva Gales del Sur ).